# Trios per a piano, Op. 1 (Beethoven)
Els tres Trios per a piano, violí i violoncel, Op. 1, de Ludwig van Beethoven van ser compostos entre 1793 i 1795. Foren interpretats per primera vegada a casa del Príncep Lichnowsky, a qui estan dedicats. Van ser publicats tots junts el 1795 a Viena. Són:
- Trio per a piano núm. 1 en mi bemoll major
- Trio per a piano núm. 2 en sol major
- Trio per a piano núm. 3 en do menor

## Op. 1 núm. 1 enmi bemoll major
- Allegro, en mi bemoll major (compàs 4/4).
- Adagio cantabile, en la bemoll major (compàs 3/4).
- Scherzo. Allegro assai, en mi bemoll major (el trio en la bemoll major) (compàs 3/4).
- Finale. Presto, en mi bemoll major (compàs 2/4).

El primer moviment s'inicia amb una figura similar a la del tercer moviment del Concert per a piano núm. 20 de Mozart.

## Op. 1 núm. 2 ensol major
- Adagio (compàs 3/4) - Allegro vivace (compàs 2/4). En sol major.
- Largo amb espressione, en mi major (compàs 6/8).
- Scherzo. Allegro, en sol major (el trio en si menor) (compàs 3/4).
- Finale. Presto, en sol major (compàs 2/4).

## Op. 1 núm. 3 endo menor
- Allegro con brio, en do menor (compàs 3/4).
- Andante cantabile con variazioni, en mi bemoll major (compàs 2/4).
- Minuetto. Quasi allegro, en do menor (el trio en do major) (compàs 3/4).
- Finale. Prestissimo, en do menor però acabant en do major (compàs 2/2).